# Абріє-Ристола
Абріє-Ристола (фр. Abriès-Ristolas) — муніципалітет у Франції, у регіоні Прованс-Альпи-Лазурний берег, департамент Верхні Альпи. Абріє-Ристола утворено 1 січня 2019 року шляхом злиття муніципалітетів Абріє i Ристола. Адміністративним центром муніципалітету є Абріє. Населення — 382 особи (01.01.2021).